# The Darling Buds
The Darling Buds je velšská hudební skupina. Vznikla v obci Caerleon nedaleko jihovelšského Newportu v roce 1986. Své první studiové album skupina vydala o tři roky později. Později, v letech 1990 a 1992, následovala ještě dvě alba. Jejich producentem byl Stephen Street. Kapela se rozpadla v roce 1993. Později byla obnovena, ale žádné nahrávky již nevydala.

## Diskografie
- Pop Said… (1989)
- Crawdaddy (1990)
- Erotica (1992)